# Чемпионат Европы по шорт-треку 2009
13-й Чемпионат Европы по шорт-треку проходил с 16 по 19 января 2009 года в Турин, Италия.

## Призёры чемпионата

### Медальная таблица
*   Принимающая страна (Италия)
| Место          | Страна         | Золото | Серебро | Бронза | Всего |
| -------------- | -------------- | ------ | ------- | ------ | ----- |
| 1              | Италия*        | 6      | 2       | 2      | 10    |
| 2              | Венгрия        | 1      | 1       | 6      | 8     |
| 3              | Латвия         | 1      | 1       | 0      | 2     |
| 3              | Чехия          | 1      | 1       | 0      | 2     |
| 5              | Бельгия        | 1      | 0       | 0      | 1     |
| 6              | Франция        | 0      | 2       | 1      | 3     |
| 7              | Нидерланды     | 0      | 1       | 1      | 2     |
| 8              | Болгария       | 0      | 1       | 0      | 1     |
| 8              | Германия       | 0      | 1       | 0      | 1     |
| Всего стран: 9 | Всего стран: 9 | 10     | 10      | 10     | 30    |

```
Медали за дистанцию 3000 метров не вручаются.
```

### Мужчины
| Дистанция            | Золото                                                                                          | Золото    | Серебро                                                                                 | Серебро   | Бронза                                                             | Бронза    |
| -------------------- | ----------------------------------------------------------------------------------------------- | --------- | --------------------------------------------------------------------------------------- | --------- | ------------------------------------------------------------------ | --------- |
| 500 метров           | Никола Родигари                                                                                 | 42.254    | Виктор Кнох                                                                             | 42.286    | Юрий Конфортола                                                    | 42.668    |
| 1000 метров          | Вим де Дейн                                                                                     | 1:28.231  | Юрий Конфортола                                                                         | 1:28.405  | Виктор Кнох                                                        | 1:28.558  |
| 1500 метров          | Харальдс Силовс                                                                                 | 2:16.109  | Никола Родигари                                                                         | 2:16.190  | Виктор Кнох                                                        | 2:16.277  |
| 3000 метров          | Руслан Захаров                                                                                  | 5:03.183  | Никола Родигари                                                                         | 5:15.449  | Харальдс Силовс                                                    | 5:15.698  |
| 5000 метров эстафета | Италия · Эдуардо Реджани · Юрий Конфортола · Никола Родигари · Роберто Серра · Клаудио Ринальди | 6:56.928  | Нидерланды · Шинки Кнегт · Фрек ван дер Варт · Дан Бреувсма · Нилс Керстхолт · Руди Кук | 6:57.314  | Венгрия · Габор Галамбош · Виктор Кнох · Бенце Береш · Петер Дараш | 6:57.617  |
| Общая квалификация   | Никола Родигари                                                                                 | 76 очков. | Харальдс Силовс                                                                         | 55 очков. | Виктор Кнох                                                        | 55 очков. |

### Женщины
| Дистанция            | Золото                                                                | Золото   | Серебро                                                                   | Серебро   | Бронза                                                                         | Бронза   |
| -------------------- | --------------------------------------------------------------------- | -------- | ------------------------------------------------------------------------- | --------- | ------------------------------------------------------------------------------ | -------- |
| 500 метров           | Арианна Фонтана                                                       | 45.885   | Евгения Раданова                                                          | 46.107    | Эрика Хусар                                                                    | 46.140   |
| 1000 метров          | Арианна Фонтана                                                       | 1:34.173 | Стефани Бувье                                                             | 1:34.574  | Бернадетт Хеидум                                                               | 1:34.761 |
| 1500 метров          | Катержина Новотна                                                     | 2:26.503 | Стефани Бувье                                                             | 2:26.553  | Арианна Фонтана                                                                | 2:26.809 |
| 3000 метров          | Катержина Новотна                                                     | 5:43.030 | Стефани Бувье                                                             | 5:44.081  | Вероника Виндиш                                                                | 5:44.130 |
| 3000 метров эстафета | Венгрия · Эрика Хусар · Бернадетт Хеидум · Андреа Кеслер · Рожа Дараж | 4:22.769 | Германия · Бианка Вальтер · Кристин Прибст · Айка Кляйн · Сюзанна Рудольф | 4:24.411  | Нидерланды · Санне ван Керкхоф · Аннита ван Дорн · Лисбет Мау Асам · Майке Вос | 4:28.943 |
| Общая квалификация   | Арианна Фонтана                                                       | 83 очка. | Катержина Новотна                                                         | 76 очков. | Стефани Бувье                                                                  | 63 очка. |

## Внешние ссылки
- Детальные результаты
- Обзор результатов